# لوكا بوريلي
لوكا بوريلي (بالإيطالية: Luca Borrelli)‏ هو لاعب كرة قدم إيطالي في مركز الهجوم، ولد في 21 فبراير 1989. لعب مع نادي نابولي.